# NGC 6201
NGC 6201 is een elliptisch sterrenstelsel in het sterrenbeeld Hercules. Het hemelobject werd op 6 juni 1864 ontdekt door de Duitse astronoom Albert Marth.

## Synoniemen
- ZWG 138.53
- PGC 58727